# Biblia de la investidura de George Washington

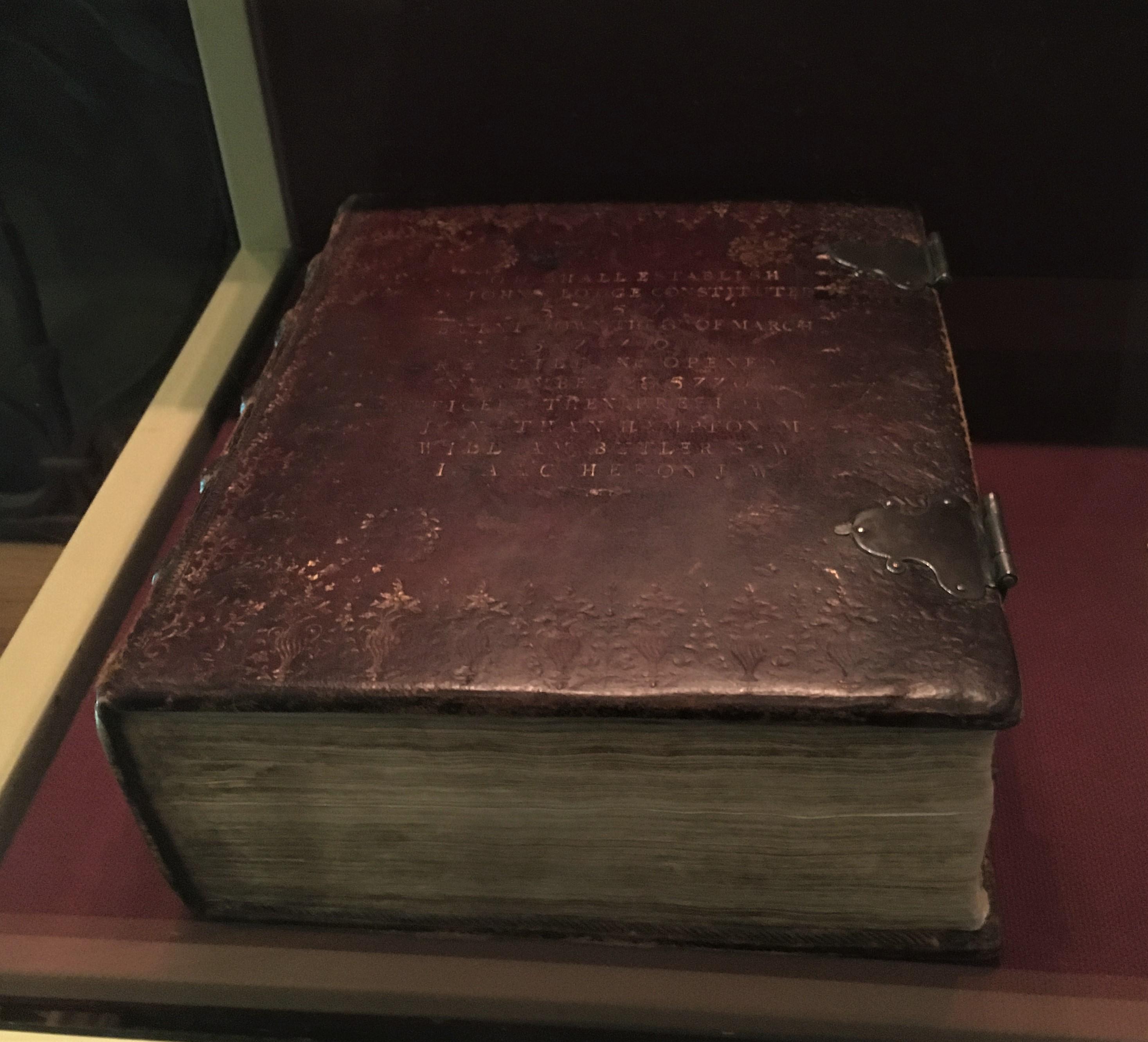
La biblia tal como se muestra en el Federal Hall National Memorial

La Biblia de la investidura de George Washington es la biblia sobre la que se tomó el juramento de George Washington cuando fue investido como el primer presidente de los Estados Unidos el 30 de abril del 1789. La biblia fue luego utilizada en las ceremonias de investidura de varios otros presidentes estadounidenses.
La biblia es la versión del rey Jacobo, datada en 1767. La logia de San Juan No. 1, antiguos masones de York , son los custodios de lo que es hoy conocida como la biblia de investidura de George Washington. Muchos creen que la biblia fue abierta aleatoriamente en el capítulo 49 del Génesis durante la ceremonia aunque otros opinan que Washington buscó ese paraje a propósito.

## Investidura de George Washington

Investidura presidencial de Washington

La ceremonia de investidura tuvo lugar en los balcones de Federal Hall en Wall Street en Nueva York, con la presencia de muchas personas. Washington estaba vestido con un traje marrón oscuro y medias de seda blanca, todas hechas en los Estados Unidos. Su cabello estaba talqueado y peinado en la moda de la época.
El juramento fue adminsitrado por Robert R. Livingston. La biblia abierta sobre la que el presidente puso su mano estaba en un cojín de terciopelo carmesí sostenido por Samuel Otis, secretario del Senado. Junco a ellos estaba John Adams, quien había sido elegido vicepresidente; George Clinton, el primer gobernador de Nueva York, Philip Schuyler, John Jay, Mayor general Henry Knox, Jacob Morton (Maestro de la Logia de San Juan, quienes prestaron la biblia de la logia cuando se descubrió que ninguna había sido provista), y otros distinguidos invitados.
Sin mayores fuentes, la versión más extendida señala que luego de tomar el juramento, Washington besó con reverencia la biblia, cerró sus ojos y en una actitud de devoción dijo "So help me God" (en español: "Que Dios me ayude"). Livingston entonces exclamó, "It is done!" (en español: "¡Está hecho!") y volteando a la gente gritó "Long live George Washington, President of the United States!" (en español: "¡Viva George Washington, presidente de los Estados Unidos!"), un grito que fue respondido y repetido por la multitud presente.
Sin embargo, existe debate sobre si Washington añadió la frase pidiendo la ayuda divina. La única fuente contemporánea del juramento de Washington es del cónsul francés Conde de Moustier quien reportó el juramento constitucional sin incluir dicha frase. La primera fuente conocida que menciona la frase se atribuye a Washington Irving, quien tenía seis años cuando se dio la investidura y apareció unos 60 años luego del evento.
Luego de la ceremonia, Washington y los demás fueron en procesión hasta la Capilla de San Pablo en cumplimiento una resolución del Congreso e invocaron la bendición divina para el nuevo gobierno.

## Otras investiduras y apariciones
La biblia ha sido, desde entonces, utilizada para la investidura presidencial de Warren G. Harding en 1921, la primera investidura de Dwight D. Eisenhower en 1953, la investidura de Jimmy Carter, y la de George H. W. Bush, cuya ceremonia en 1989 se dio en el año del bicentenario de la de Washington. La biblia también se quiso utilizar para la primera investidura de George W. Bush pero el clima inclemente no lo permitió. Sin embargo, la biblia estuvo presente en el Capitolio al cuidado de tres masones de la logia de San Juan en caso de que el clima mejorara.  Because of its fragility, the Bible is no longer opened during meetings of St. John's Lodge.
Además de estas ceremonias, la biblia fue utilizada en las procesiones funerarias de los presidentes Washington y Abraham Lincoln. La biblia ha sido utilizada también en la puesta de la primera piedra del edificio del Capitolio, la adición del Monumento a Washington, los centenarios de la primera piedra de la Casa Blanca, el Capitolio, y la Estatua de la Libertad, la Feria Mundial de 1964 así como el lanzamiento del portaviones USS George Washington. En los últimos años, se le muestra frecuentemente en el Federal Hall National Memorial, que se construyó en el lugar de la investidura de Washington.